# Pedro María Corral Corral
Pedro María Corral Corral (Sant Sebastià, 1963) és un periodista, historiador, novel·lista i polític espanyol.

## Biografia
Nascut el 6 d'agost de 1963 a Sant Sebastià (Guipúscoa), es va llicenciar en Ciències de la Informació per la Universitat Complutense de Madrid. Va exercir com a periodista cultural a ABC entre 1986 i 2000. Va ser corresponsal d'aquest diari a Roma entre 1995 i 1998.

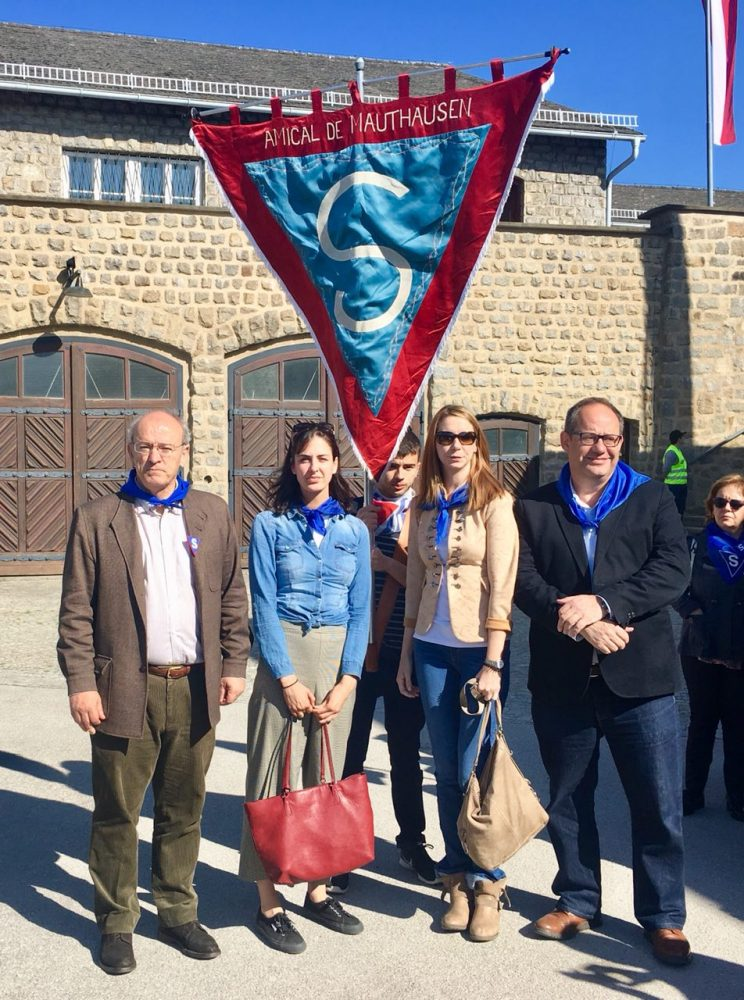
Junt a Rita Maestre i Mar Espinar durant una visita d'una delegació de l'Ajuntament de Madrid a un acte organitzat per Amical de Mauthausen.

Entre 2000 i 2004 va ser assessor en assumptes culturals del gabinet del president del Govern José María Aznar. Entre 2004 i 2007 va ser assessor parlamentari del Partit Popular (PP) en el Congrés dels Diputats. En 2007 va ser nomenat assessor del gabinet de la presidenta de la Comunitat de Madrid, Esperanza Aguirre, fins a juny de 2011.
Número 36 de la candidatura del PP s les eleccions municipals de Madrid de 2011, al febrer de 2012 va prendre possessió com a regidor de l'ajuntament de Madrid, després de la baixa com a regidor de Luis Asúa, amb la responsabilitat del districte de Chamberí. Posteriorment ha estat regidor-president del districte Centro i delegat de l'Àrea de Govern de les Arts, Esports i Turisme, exercint així mateix de president no executiu de l'empresa pública Madrid Destino.
Al seu pas per l'Àrea de les Arts va impulsar el projecte que va conduir a la troballa de les restes de Miguel de Cervantes a l'església de les Trinitàries de Madrid, així com la reobertura del Museu d'Història de Madrid i el Far de Moncloa, entre altres iniciatives.
En la corporació municipal 2015-2019 de l'Ajuntament de Madrid és regidor del PP, vocal de la Junta Municipal de Districte de Puente de Vallecas, president de la Comissió Permanent Ordinària de Cultura i Esports, i membre de la Comissió Permanent Especial de Comptes. Es va distingir com a «assot» de les polítiques de la Junta de Govern municipal presidida per Manuela Carmena empreses en matèria de Memòria Històrica, en particular en el període durant el que Celia Mayer va estar al capdavant de l'Àrea de Govern de Cultura i Esports.
Al desembre de 2018 va ser condemnat (al costat d'uns altres exconcejales del PP) pel Tribunal de Comptes al pagament de 2,8 milions d'euros per la venda irregular a l'octubre de 2013 de 1860 promocions d'habitatge públic de l'Empresa Municipal de l'Habitatge i Sòl (EMVS) al fons «voltor» Blackstone. Elos condemnats confirmaren la seva intenció de recórrer la sentència.

## Obres
En la seva obra literària Corral ha provat tant la novel·la com l'assaig històric sobre la Guerra Civil Espanyola:
Novel·la
- Pedro Corral. La ciudad de arena.  El Aleph, 2009.[9]
- Pedro Corral. El médico de Esquilache.  El Aleph, 2011.[n. 1][11]
- Pedro Corral. El baile de san Vito, 2015.[n. 2][10]

Assaig
- Pedro Corral. Si me quieres escribir.  Madrid: Debate, 2004.[12]
- Pedro Corral. Desertores. La Guerra Civil que nadie quiere contar.  Barcelona: Debate, 2006.[13]
- Pedro Corral. Desertores. Los españoles que no quisieron la Guerra Civil.  Córdoba: Almuzara, 2017.[14]